# 성난 코스모스
"성난 코스모스"는 한국에서 제작된 이봉래 감독의 1963년 영화이다. 김진규 등이 주연으로 출연하였고 이봉래 등이 제작에 참여하였다.

## 출연

### 주연
- 김진규
- 엄앵란
- 박종화
- 김희갑

## 기타
- 원작자: 김경옥
- 조명: 임호
- 미술: 임명선